# افسانه هیانگ دان
افسانه هیانگ دان (انگلیسی: Legend of Hyang Dan؛‏ کره‌ای: 향단전) یک مجموعه تلویزیونی دو قسمتی محصول کره جنوبی است که در روزهای ۳ و ۴ سپتامبر ۲۰۰۷ از ام‌بی‌سی پخش شد.

## بازیگران
- سو جی هه در نقش هیانگ دان
- چوی شی وون در نقش لی مونگ ریونگ
- لی جی سو در نقش چون هیانگ
- هو جونگ مین در نقش بانگ جا
- بانگ اون هی در نقش وول مه (مادر چون هیانگ)
- ایم هیون شیک در نقش هو جون